# NIFL Premiership 2025/26
Die NIFL Premiership 2025/26 (auch Sports Direct Premiership nach dem Ligasponsor Sports Direct) ist die 18. Spielzeit der höchsten nordirischen Fußballliga seit der Neuorganisation der Liga und die 125. Spielzeit insgesamt. Die Hauptrunde beginnt am 9. August 2025 und endet am 20. März 2026. Die Finalrunden (5 Spieltage) enden am 25. April 2026.
Anschließend findet noch die Ausscheidungsrunde zur Ermittlung eines weiteren Teilnehmers an der Qualifikation zur Conference League statt.
Titelverteidiger ist der Linfield FC.

## Modus
Die zwölf Mannschaften spielen jeweils dreimal – davon mindestens einmal zuhause und einmal auswärts – an insgesamt 33 Spieltagen gegeneinander. Nach dieser Runde qualifizieren sich die sechs bestplatzierten Teams für die Meisterrunde, in der der Meister und die Startplätze für die Europacupplätze in einer einfachen Runde an fünf Spieltagen ausgespielt werden. Der Meister nimmt an der Qualifikation zur Champions League, der Zweite an der Conference League teil. Die Punkte und Tore aus der Vorrunde werden mitgenommen.
Die Teams der Plätze sieben bis zwölf spielen in der Abstiegsrunde ebenfalls in fünf Spielen nochmals gegeneinander, um den Absteiger und Relegationsteilnehmer zu ermitteln. Der am Saisonende Siebte spielt mit dem Dritten, Vierten und Fünften im K.-o.-System den dritten Teilnehmer für die Conference League aus. Der Elfte spielt ein Relegationsspiel gegen den Zweiten der NIFL Championship 2025/26, während der Zwölfte direkt absteigt.

## Mannschaften
| Verein             | Stadion         | Stadt         | Kapazität |
| ------------------ | --------------- | ------------- | --------- |
| Ballymena United   | The Showgrounds | Ballymena     | 03.824    |
| Bangor FC          | Clandeboye Park | Bangor        | 002.000   |
| Carrick Rangers FC | Taylors Avenue  | Carrickfergus | 02.100    |
| Cliftonville FC    | Solitude        | Belfast       | 03.054    |
| Coleraine FC       | The Showgrounds | Coleraine     | 04.843    |
| Crusaders FC       | Seaview         | Belfast       | 03.208    |
| Dungannon Swifts   | Stangmore Park  | Dungannon     | 02.000    |
| Glenavon FC        | Mourneview Park | Lurgan        | 03.302    |
| Glentoran FC       | The Oval        | Belfast       | 06.054    |
| Larne FC           | Inver Park      | Larne         | 02.732    |
| Linfield FC        | Windsor Park    | Belfast       | 18.434    |
| Portadown FC       | Shamrock Park   | Portadown     | 03.940    |

## Hauptrunde

### Tabelle
| Pl.                 | Verein               | Sp. | S | U | N | Tore    | Diff. | Punkte |
| ------------------- | -------------------- | --- | - | - | - | ------- | ----- | ------ |
| 1.                  | Linfield FC (M)      | 0   | 0 | 0 | 0 | 000:000 | ±0    | 0      |
| 2.                  | Larne FC             | 0   | 0 | 0 | 0 | 000:000 | ±0    | 0      |
| 3.                  | Glentoran FC         | 0   | 0 | 0 | 0 | 000:000 | ±0    | 0      |
| 4.                  | Dungannon Swifts (P) | 0   | 0 | 0 | 0 | 000:000 | ±0    | 0      |
| 5.                  | Crusaders FC         | 0   | 0 | 0 | 0 | 000:000 | ±0    | 0      |
| 6.                  | Coleraine FC         | 0   | 0 | 0 | 0 | 000:000 | ±0    | 0      |
| 7.                  | Cliftonville FC      | 0   | 0 | 0 | 0 | 000:000 | ±0    | 0      |
| 8.                  | Portadown FC         | 0   | 0 | 0 | 0 | 000:000 | ±0    | 0      |
| 9.                  | Ballymena United     | 0   | 0 | 0 | 0 | 000:000 | ±0    | 0      |
| 10.                 | Glenavon FC          | 0   | 0 | 0 | 0 | 000:000 | ±0    | 0      |
| 11.                 | Carrick Rangers FC   | 0   | 0 | 0 | 0 | 000:000 | ±0    | 0      |
| 12.                 | Bangor FC (N)        | 0   | 0 | 0 | 0 | 000:000 | ±0    | 0      |
| Stand: Saisonbeginn |                      |     |   |   |   |         |       |        |

Platzierungskriterien: 1. Punkte – 2. Tordifferenz – 3. geschossene Tore

| (M) | amtierender nordirischer Meister                 |
| (P) | amtierender nordirischer Pokalsieger             |
| (N) | Neu/Aufsteiger aus der NIFL Championship 2024/25 |

## Finalrunden

### Meister-Playoff
Die sechs bestplatzierten Teams der Vorrunde treten je einmal gegeneinander an, um den Meister und die internationalen Startplätze auszuspielen. Die Punkte aus der Hauptrunde wurden dabei mitgenommen.

### Abstiegs-Playout
Die sechs schlechteren Teams der Vorrunde treten je einmal gegeneinander an, um den Absteiger und den Relegationsteilnehmer zu bestimmen. Die Punkte aus der Hauptrunde wurden dabei mitgenommen.

### Conference-League-Playoffs
Die Mannschaften auf den Plätzen 3 bis 6 der Meister-Playoffs sowie der Erste der Abstiegs-Playouts erreichen die Playoffs. Im K.-o.-System wird ein weiterer Teilnehmer für die 1. Qualifikationsrunde zur UEFA Conference League 2026/27 ermittelt.

### Relegation
Der Elftplatzierte trifft auf den Zweitplatzierten der NIFL Championship 2025/26.
|  | Gesamt |  | Hinspiel | Rückspiel |
|  | ------ |  | -------- | --------- |
|  | -:-    |  | -:-      | -:-       |